# A. den Doolaard
A. den Doolaard, pseudoniem van Cornelis Johannes George (Bob) Spoelstra jr. (Zwolle, 7 februari 1901 – Hoenderloo, 26 juni 1994), was een Nederlands schrijver.

## Levensloop
Zijn vader was Nederlands-hervormd predikant. Op zijn zeventiende brak zoon Bob echter met de kerk. Hij ging naar de HBS in Den Haag en na het overlijden van zijn vader werd hij boekhouder bij de Bataafse Petroleum Maatschappij (van 1920 tot 1928). In 1926 debuteerde hij met De verliefde betonwerker, een bundel vitalistische gedichten. In 1928 zegde hij zijn baan op en begon hij met een aantal zwerftochten door Frankrijk, waar hij diverse baantjes had zoals steenhouwer, druivenplukker, landarbeider en dokwerker, en de Balkan. De ervaringen die hij tijdens zijn zwerftochten opdeed, verwerkte hij in romans en krantenartikelen. Zijn biograaf Hans Olink onthulde in zijn biografie 'Dronken van het leven' dat Den Doolaard in 1933 in Macedonië de minnaar van zijn eerste vrouw heeft gedood.
In 1936 schreef hij De grote verwildering, een historische roman over de eerste beklimming van de Mont Blanc, geïnspireerd door La première ascension du Mont Blanc van Alexandre Dumas uit 1832, die daarvoor Jacques Balmat had opgezocht om zijn relaas daarover te vernemen. In deze tijd vertoefde Den Doolaard zelf graag in het hooggebergte, dat hij omschreef als "het landschap van mijn ziel".
Den Doolaard huwde 6 oktober 1937 met Erie Meijer. In 1939 publiceerde hij in het tijdschrift Wij; ons werk-ons leven zijn historische roman Dolken en Rozenkransen als feuilleton. Dit verhaal gaat over de moord op de Servische koning Alexander in oktober 1934.  Al vroeg waarschuwde Den Doolaard tegen het opkomende fascisme. Voor Het Volk schreef hij kritische artikelen over de totalitaire regimes in Europa, later gebundeld onder de titel Hakenkruis over Europa, een grote reportage. Zijn onverbloemde artikelen leverden hem een uitwijzing op uit Oostenrijk, terwijl ook de toegang tot Duitsland, Bulgarije en Italië hem ontzegd werd. 
Toen de Duitse legers in mei 1940 de Lage landen binnenvielen, vluchtten Den Doolaard en zijn vrouw per fiets naar het zuiden. Uiteindelijk slaagden ze erin om als Engelandvaarder Engeland te bereiken, na een verblijf van bijna een jaar in Vichy-Frankrijk. In Londen werkte Den Doolaard als omroeper bij de radiozenders De Brandaris en Radio Oranje. Hij werd geaccrediteerd als voorlichter bij de geallieerde troepen op Walcheren. 
Na de Tweede Wereldoorlog deed Den Doolaard - als verbindingsofficier van het Militair Gezag (Sectie XI) bij de Dienst Droogmaking Walcheren -  verslag van de droogmaking van Walcheren. Hij schreef er een aantal voorlichtingsbrochures over en was persoonlijk aanwezig bij veel besprekingen tussen Rijkswaterstaat, de aannemers en de geallieerde troepen. Hij kreeg daarbij uiteindelijk de rang van kapitein. In die tijd schreef hij ook zijn sleutelroman Het verjaagde water. Die roman is vrij snel in het Engels vertaald. Toen de Amerikaanse uitgever hem vroeg er een aantal lezingen over te geven heeft hij zich enige tijd in de Verenigde Staten gevestigd. Later heeft hij ook nog in Joegoslavië gewoond. In 1962 was hij betrokken bij de eerste anti-atoomdemonstratie in Amsterdam. Vanaf 1954 woonde het gezin Spoelstra in Hoenderloo. Van daaruit ondernam Den Doolaard nog vele reizen. Hij verwerkte deze ervaringen in romans, krantenartikelen en reisverslagen. In 1980 verscheen van zijn hand het pamflet Londen en de zaak van 't Sant, waarin hij de persoon  beschreef van François van 't Sant (voor en tijdens de Tweede Wereldoorlog vertrouweling van koningin Wilhelmina) en kritiek leverde op Loe de Jong. Die had volgens Den Doolaard de verhalen van Van 't Sant over de geheimzinnige Elisabeth le Roi kritiekloos opgeschreven. Den Doolaard sprak in dit verband van 'het Santjong-verhaal'.
Den Doolaard beschreef zijn werk en leven in Het leven van een landloper.
Den Doolaard overleed op 26 juni 1994 in zijn slaap. Hij werd begraven op het kerkhof van de Nederlands Hervormde Heldringkerk in Hoenderloo. Zijn grafsteen is een zwerfkei met het opschrift: "We hebben tussen wonderen geleefd maar we hebben het niet begrepen" (de slotzin uit zijn roman De goden gaan naar huis). 
In 2011 verscheen de biografie Dronken van het leven van Hans Olink.

## Erkenning in Macedonië

### Monument
Op 29 mei 2006 werd in de Macedonische stad Ohrid een monument ter ere van A. den Doolaard onthuld. Ook wordt een plein naar hem vernoemd. Het monument is ontworpen door de bekende Macedonische architect Vladimir Toić, naar een idee van het hoofd van de Nederlandse Kamer van Koophandel in Macedonië, Peter Bosse. Het staat voor Hotel Millennium en Hotel Lebed. Met de publicatie van zijn roman De bruiloft der zeven zigeuners in 1939 ontstond in Nederland een buitengewone belangstelling voor Ohrid, wat op het hoogtepunt resulteerde in zo'n 50.000 Nederlandse bezoekers per jaar. Het monument maakt deel uit van een reeks Nederlandse initiatieven om het toerisme naar Macedonië te bevorderen. De officiële gelegenheden in Ohrid zijn bijgewoond door de dochters, klein- en achterkleinkinderen van A. den Doolaard.

### Herdenkingskamer
Op 19 juni 2011 werd in cultureel centrum "Cultura 365" in Ohrid een herdenkingskamer voor A. den Doolaard geopend met een tentoonstelling van boeken en documenten die uitleg geven over het leven en werk van de schrijver. Sindsdien is deze tentoonstelling elk jaar tijdens het gehele toeristische seizoen (vanaf maart tot oktober) te bezichtigen.
De tentoonstelling werd georganiseerd door de Macedonische schrijver en fotograaf Misjo Juzmeski. Hij publiceerde artikelen over de betekenis van A. den Doolaard voor de ontwikkeling van de Nederlands-Macedonische relatie. In 2012 verscheen zijn boek Onze Nederlandse vriend A. den Doolaard (Нашиот холандски пријател А. ден Долард). In 2013 verscheen de Nederlandse vertaling van hetzelfde boek.

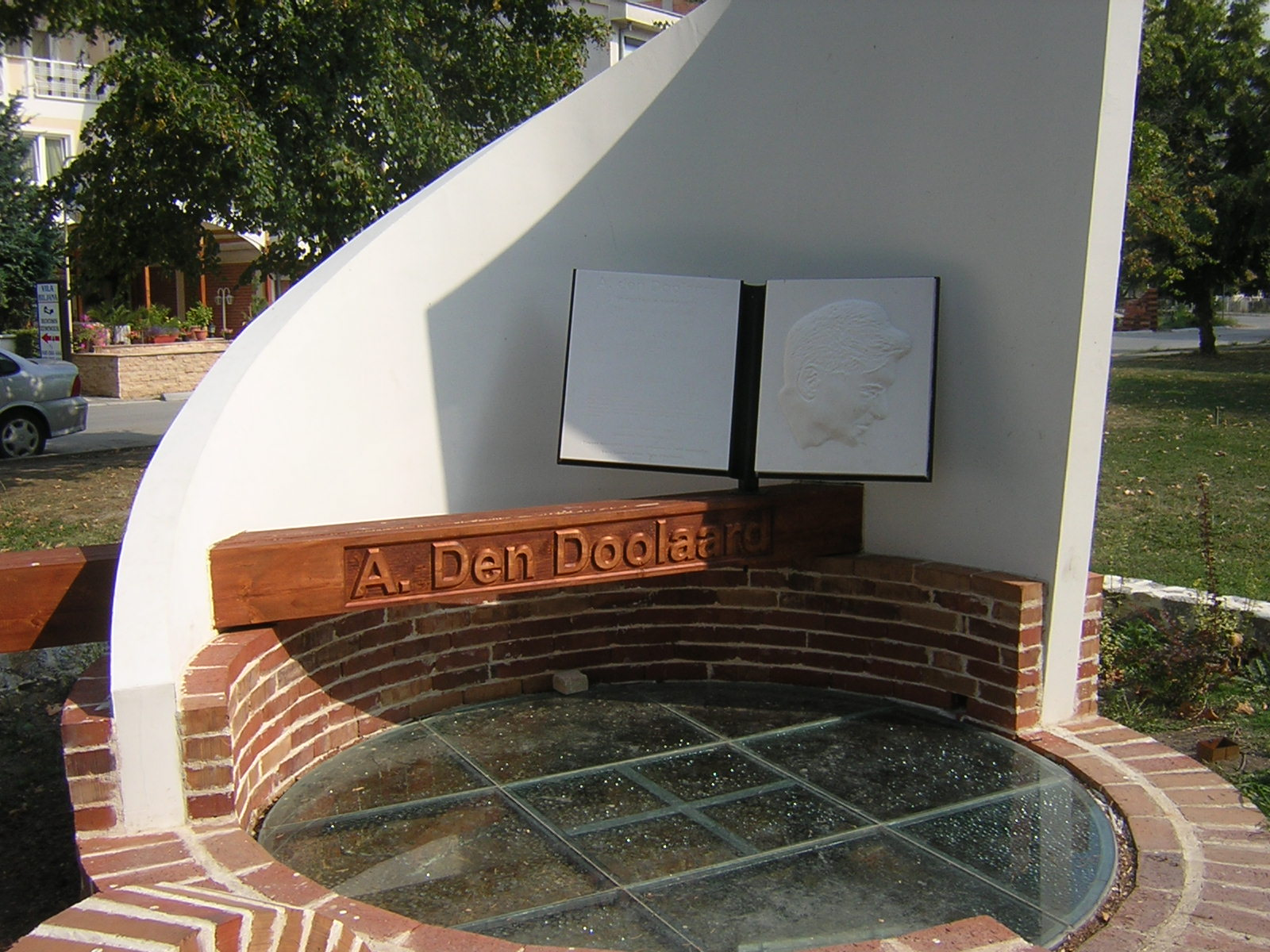
Het monument voor A. den Doolaard in Ohrid
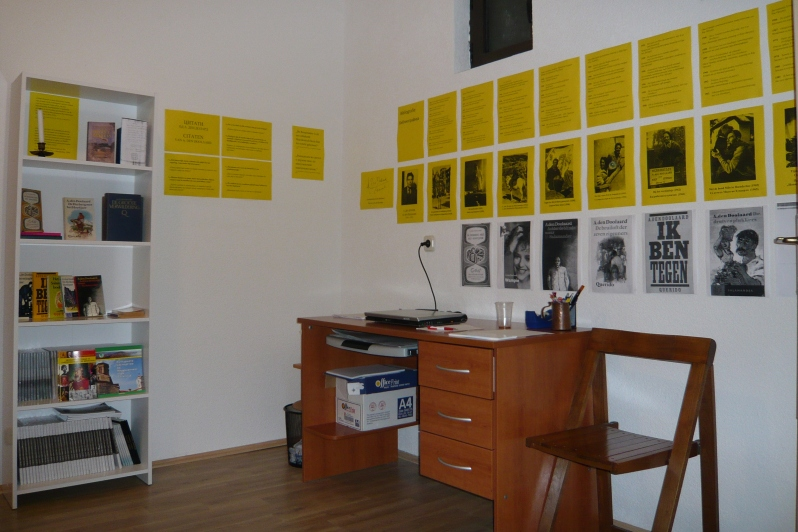
De herdenkingskamer voor A. den Doolaard in Ohrid
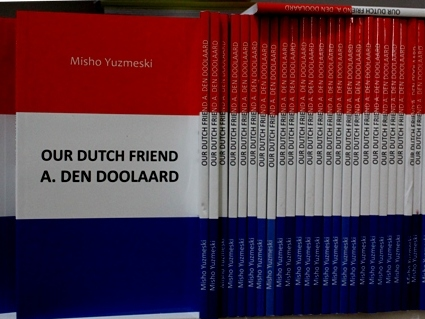
De Engelse vertaling van Onze Nederlandse vriend A. den Doolaard

## Prijzen
- 1934 - Meiprijs voor De herberg met het hoefijzer (geweigerd)
- 1980 - Edo Bergsma-ANWB-prijs voor zijn gehele oeuvre

## Onderscheidingen
- Officier in de Orde van Oranje-Nassau
- De Medaille van de Britse Koning voor Verdienste voor de Vrijheid

## Bibliografie

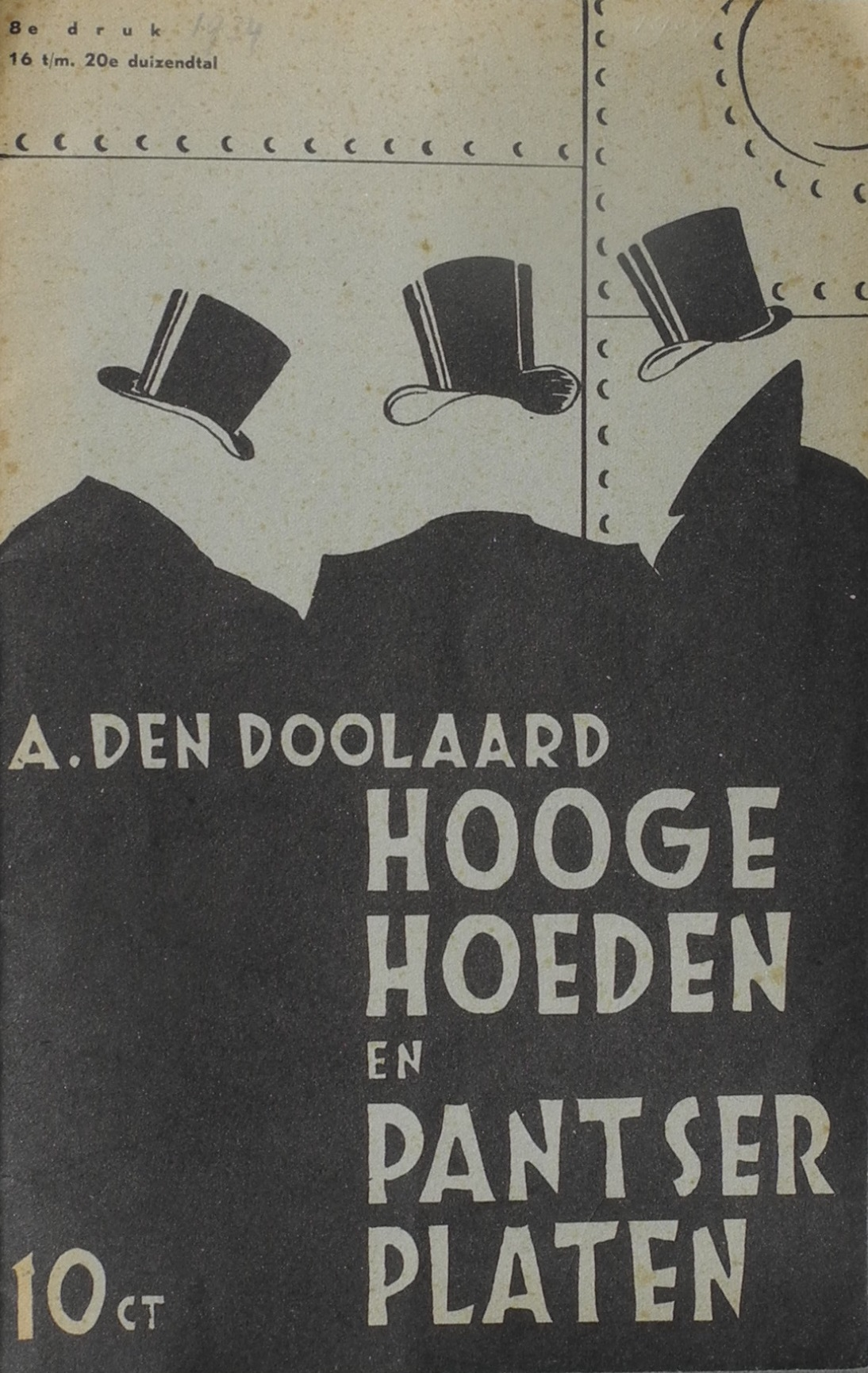
Hooge hoeden en pantserplaten, 1934, boekomslag Fré Cohen

## Biografie
- Hans Olink, Dronken van het leven: A. den Doolaard, zwerver, schrijver, journalist, Amsterdam etc.: Atlas, 2011. 431 p. ISBN 978-90-450-1369-5.
- Informatie over het werk van Spoelstra bij Rijkswaterstaat staat in de geannoteerde uitgave van Het verjaagde water.[17]